# Montserrat Casals
Montserrat Casals y Couturier (Sabadell, 25 de septiembre de 1952-Barcelona, 17 de mayo de 2015) fue una periodista e historiadora de la literatura catalana. Era hija del abogado de Sabadell Lluís Casals –amigo de los miembros de la Pandilla de Sabadell–, hermana de la economista y presidenta de Òmnium Cultural Muriel Casals y pareja del periodista Octavi Martí.

## Biografía
Casals se licenció en Historia por la Universidad Autónoma de Barcelona. Como periodista, trabajó en Tele/exprés, como redactora de El País durante 8 años, haciendo reportajes para TVE y como corresponsal de Catalunya Ràdio en París (1994-2002). En la capital francesa también dirigió la Maison de la Catalogne. Hizo de documentalista cinematográfica en el Instituto de Cine Catalán. En el campo del estudio literario, se centró en la obra de Mercè Rodoreda, de la cual escribió varios estudios. También publicó artículos sobre Salvador Dalí –a quien realizó la penúltima entrevista en 1985– y Joan Sales de quien en los últimos tiempos investigaba su biografía, obra que tenía que publicar Club Editor. Murió a consecuencia de un cáncer, después de padecerlo durante diez años.

## Libros
- Mercè Rodoreda, contra la vida, la literatura. Ediciones 62, 1991.
- Los sábados, mercado. Memorias de Armanda. Con Octavi Martí. Barcelona. Ed: RBA La Magrana, 2009
- Joan Sales y Vallès: literatura y política. Joan Oliver, traductor de contraband y retraductor de circunstancias. Sabadell. Fundación Bosch y Cardellach. 2012

## Premios y reconocimientos
- Sent Soví de literatura gastronómica (2008), por Los sábados, mercado. Memorias de Armanda